# Nicolás de Mendoza Carvajal
Nicolás de Mendoza Carvajal y Ribera (*Lima, 1582? - †Lima, 1695), militar y funcionario colonial español. Establecido en el Virreinato del Perú, ejerció altos cargos políticos y se le concedió el Marquesado de Corpa, obteniendo además para uno de sus hijos el Condado de Torreblanca.

## Biografía
Sus padres fueron el extremeño Alonso Vargas de Carvajal, caballero de Alcántara, Gobernador de Cartagena de Indias y alcalde ordinario de Lima en 1598 (hijo de Diego de Carvajal Calderón, señor de Valero), y la limeña María Dávalos de Ribera, hija de Nicolás de Ribera, conquistador y primer alcalde ordinario de Lima. A temprana edad, al lado de su padre y su hermano Diego, sirvió en la Armada que el virrey García Hurtado de Mendoza organizó para combatir al corsario Richard Hawkins (1594). 
Durante ocho años formó en las filas de la Compañía de Gentileshombres Lanzas, y luego pasó al batallón de infantería del Número, donde obtuvo el grado de capitán. A mérito de su carrera militar, fue investido con el hábito de caballero de la Orden de Santiago (1608), además de ser nombrado corregidor de algunas provincias, la última de las cuales fue el Cuzco (1620). Allí se distinguió por la protección que prestó a las letras; atendió a realzar la celebración del Corpus Christi, con la participación de danzantes provenientes de los repartimientos existentes hasta 10 leguas a la redonda y la presentación de coloquios que debían componer los alumnos del seminario, razón por la cual fue llamado "el corregidor de las comedias".
De vuelta a Lima atendió negocios agropecuarios, según lo evidencia la autorización que obtuvo del Cabildo para sembrar 12 fanegadas con semillas de alfalfa, para alimentar el ganado que tenía en su granja de Chuquitanta (1628). Muerto su hermano mayor, Diego, sin dejar sucesor, heredó el mayorazgo familiar; y tras la muerte de su tía Jordana, que sucesivamente había enviudado de Melchor Verdugo y Álvaro de Mendoza, heredó posesiones y obrajes en Cajamarca.

## Matrimonio y descendencia
Se casó en Lima, hacia 1616, con la criolla Petronila de Guzmán y Zúñiga, hija del salmantino Rodrigo de Guzmán y perteneciente a la Casa de Berlanga, con la cual tuvo la siguiente descendencia:
1. Rodrigo de Vargas Carvajal, caballero de la Orden de Santiago, sin sucesión.
2. Jordana de Vargas Carvajal y Ribera, casada con Sancho de Castro y Ribera, alcalde ordinario de Lima en 1682, con sucesión.

| Predecesor: Gabriel Paniagua de Loaysa interino | Corregidor del Cuzco 1620 - 1622 | Sucesor: Antonio de Ulloa y Contreras |